# TheCanbellz
TheCanbellzは、日本のシンガーソングライター、神戸シンキによるソロプロジェクトである。
ポップパンク・オルタナティブロックのジャンルで活動しており、2024年2月から日本、アジア、ヨーロッパ、アメリカ、などで活動を展開している。 

## 概要
シンガーソングライター「神戸シンキ」によるソロ・プロジェクト。 
コンセプトは「全世界に愛を届ける」「LOVE&ROCK」。
ギター・ボーカル神戸シンキは所属レーベルSHiNXX代表であると同時に作詞・作曲、ディレクション、プロデュース、マネジメント、プロモーションのすべてを1人で担当している。
ライブ時はサポートメンバーを入れロックバンド形式にてライブを行う。
2024年からフィリピンでの大規模ツアーを開始。
2025年以降はアメリカ、カナダを中心にさらに地域を拡大して全世界で展開していく予定。
2026年以降は新作アニメの主題歌タイアップが複数確定していて、今後もアニメや映画など多数の作品への楽曲提供・コラボレーションを予定している。

## メンバー
神戸シンキ（ボーカル、ギター）
ライブサポートメンバー
ギター：田伏ユージ
ベース：トヲル
ドラム：大川“Z”純司（カラーボトル）

## 活動
- 2024年
  - 3月、初のワールドツアーinフィリピンを実施。「SM City Puerto Princesa」「SM City Davao」「SM Lanang Premier」での「J-PPOP CULTURE FEST2024」に出演[3]。フィリピンの主要メディア（「GMA Network」「People's Television Network」「Win Radio」etc...）に出演。「SOS CHILDREN'S VILLAGES」や複数の教育機関への表敬訪問を実施[3]。
  - 9月、スクールライブツアーinフィリピンを実施。ダバオ市の11の学校でのライブ、及び「NCCCモール」「マティーナ・タウン・スクエア」でのライブ「FAIR CROWN SUITES」でワンマンライブを行う。
  - 11月、スクールライブツアーinフィリピンを実施。バコロド市、イロイロ市の10の学校でのライブ、及び「SM City Iloilo」「SM City Bacolod」でのライブ「Kapehan sa Kikid Dalan」「フロストタウン」でのライブ、「Calle Catorce」でワンマンライブを行う。また、バコロド市で開催されたサブカルチャーフェス「X-POP」に出演。
- 2025年
  - 3月、フィリピン・マニラ市「マニラ世界貿易センター」で開催された大型サブカルチャーフェス「GeekPopAlpha2025」に出演[3]。

## 主な楽曲
- NO TIME TO DIE：iTunes Store • パンク トップソング • 日本 • 1位 • 2024年1月11日[4]
- 青春ディストーション  iTunes Store • パンク トップソング • 日本 • 5位 • 2024年7月23日[5]
  - MVには美保純、超新塾、Youtuberの田中（禁断ボーイズ）・全力マンキンTVなど多彩なゲストが出演
- Wrong World